# Lemminkäinen
Lemminkäinen o Lemminki en la mitología finlandesa, es un ser sobrenatural, chamán y hechicero que, a través del canto, podía transmutar la arena en perlas. Lemminkäinen, joven agraciado de cabellera rubia y ondulada, es una de las figuras heroicas más destacadas del poema épico nacional, el Kalevala. 

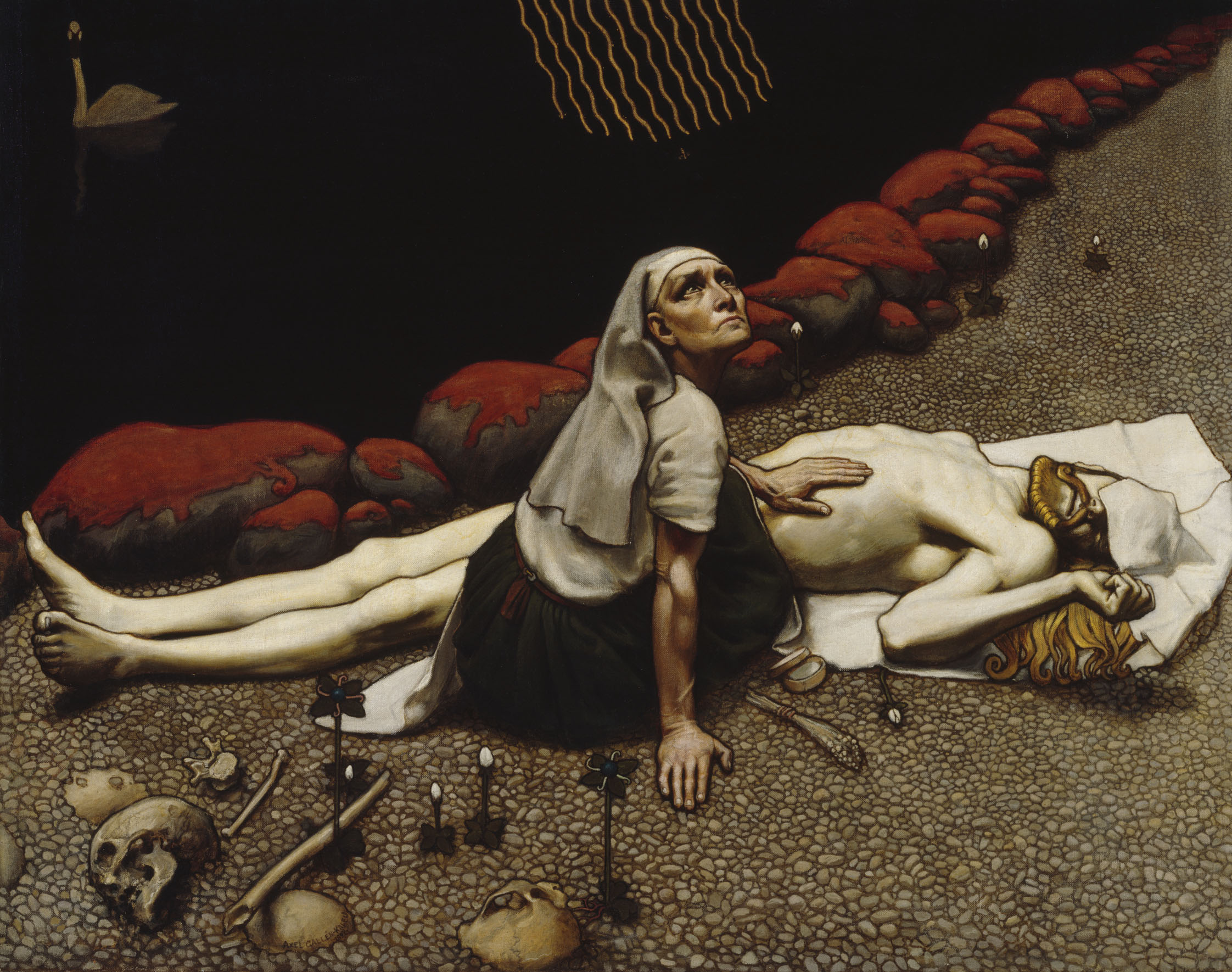
Akseli Gallen-Kallela: La madre de Lemminkäinen, con el cuerpo de su hijo, junto al río de Tuonela.

 Junto a los otros dos personajes principales, Ilmarinen y Väinämöinen, Lemminkäinen participa en la aventura del sampo mágico. En estos mitos Lemminkäinen desempeña el papel del típico timador y vivillo, un humorista emparentado más o menos con Don Juan Tenorio y con Till Eulenspiegel, si bien su sentido del humor tiene aristas algo más ácidas y vengativas.
Se le asocia fundamentalmente con el agua. En uno de los pasajes míticos de las leyendas finlandesas, Lemminkäinen se ahoga en el río de Tuonela (el mundo subterráneo de los muertos) tratando de capturar, o matar, al cisne negro que anida en ese lugar. Pasando esta prueba, Lemminkäinen había intentando conquistar como esposa a una de las bellas hijas de Louhi, la reina de Pohjola, la tierra del norte, una proeza ya intentada previamente, aunque en vano, por Ilmarinen.
Al sucumbir Lemminkäinen, su madre escudriña por cielo, mar y tierra para dar con el paradero de su hijo. Finalmente, logra encontrar sus despojos en el lecho del río de Tuonela y sus ropas en la orilla. Mediante un extenso ritual mágico y usando una serie de hechizos, la madre logra restaurarle la vida a su hijo. Este relato, de alguna manera, es una paráfrasis de la búsqueda desesperada de Deméter tras su hija Perséfone en la mitología griega.
A Lemminkäinen, en las fábulas tradicionales de Finlandia, le suelen llamar también Kaukomieli. Algunas fuentes dicen que él y Ahti son la misma deidad.
Lemminkäinen es, asimismo, el tema central de una composición instrumental del compositor finlandés, Jean Sibelius: las Cuatro leyendas, op. 22 (también conocida como Suite Lemminkäinen), que consta de cuatro partes:
1. Lemminkäinen y las muchachas de Saari.
2. El cisne de Tuonela.
3. Lemminkäinen en Tuonela.
4. El regreso de Lemminkäinen.